# ティーガーデン星
ティーガーデン星 (Teegarden's star) は、太陽から12.5光年の距離に存在する赤色矮星。光度は太陽の約0.07パーセントと非常に暗い恒星である。

## 概要
| 木星 | ティーガーデン星 |
| ---- | ---------------- |
| 木星 | Exoplanet        |

この恒星は、2003年にNASAのNEATのデータからBonnard J. Teegarden のチームが発見した。半径は太陽の約11パーセント、質量は太陽の約9パーセントと非常に小さい。誕生から80億年以上経過していると考えられており、フレアも観測されない静かな星である。
発見された当初は、太陽系から2.4+0.7
−0.4～3.6±0.4パーセク (pc) の距離に存在するとされた。もし近い値の2.4pc（約7.8光年）が正しければ、ティーガーデン星は太陽から3番目に近い恒星系となっていた。また、この距離を前提に導き出される絶対等級は標準的な主系列星のモデルと比べて異常に暗く、この星が特殊な天体である可能性を示していた。一方で、当初の年周視差の測定値には大きな誤差が含まれていたため、この星は実際には7.8光年よりもはるかに遠いところにあるのだろうという見解もあった。
2006年、より精度の高い年周視差の測定に基づいて太陽系からティーガーデン星までの距離を12.5光年とする研究が発表された。この距離に基づき、ティーガーデン星は標準的な主系列星のモデルの範疇にある低質量の赤色矮星であると結論付けられた。2022年に公開されたガイア計画で計測された年周視差によると、ティーガーデン星との距離は12.497 ± 0.004光年である。

## 惑星系
2019年にドイツのゲッティンゲン大学のMathias Zechmeisterをはじめとした国際研究チームは、ティーガーデン星に地球サイズの惑星が2つ存在するという研究結果を発表した。この観測はカラーアルト天文台の 3.5 m 望遠鏡を使用した太陽系外惑星サーベイプロジェクトである CARMENES の一環であり、惑星は視線速度法を用いて発見された。2つの惑星は約4.9日と約11.4日の周期で主星を公転しており、いずれもハビタブルゾーンに位置するとされている。多くの赤色矮星は頻繁にフレアを起こす閃光星で生命の存在には厳しい環境とされるのに対して、ティーガーデン星はほとんどフレアが観測されない静かな恒星であり、生命が進化するのに有利であると考えられている。
双方の惑星は濃い大気を維持し続けると予想されており、少なくとも1つは液体の水を保持する可能性が高いとされている。
2024年、視線速度法を用いて新たな惑星dが発見された。惑星dの軌道はbやcの軌道よりも主星から遠く、ハビタブルゾーンの外側を公転しており、表面温度は木星やその衛星と同程度である。
| 名称 （恒星に近い順） | 質量                | 軌道長半径 （天文単位） | 公転周期 (日)    | 軌道離心率      | 軌道傾斜角 | 半径 |
| --------------------- | ------------------- | ----------------------- | ---------------- | --------------- | ---------- | ---- |
| b                     | ≥1.16+0.12 −0.11 M⊕ | 0.0259+0.0008 −0.0009   | 4.90634±0.00041  | 0.03+0.04 −0.02 | —          | —    |
| c                     | ≥1.05+0.14 −0.13 M⊕ | 0.0455+0.0015 −0.0016   | 11.416±0.003     | 0.04+0.07 −0.03 | —          | —    |
| d                     | ≥0.82±0.17 M⊕       | 0.0791+0.0025 −0.0027   | 26.13+0.03 −0.04 | 0.07+0.10 −0.05 | —          | —    |